# Catasticta huancabambensis
Catasticta huancabambensis is een vlindersoort uit de familie van de witjes (Pieridae), onderfamilie Pierinae.
De wetenschappelijke naam van de soort werd in 1915 gepubliceerd door Joicey & Rosenberg.